# Rhytida stephenensis
Rhytida stephenensis är en snäckart som beskrevs av Powell 1930. Rhytida stephenensis ingår i släktet Rhytida och familjen Rhytididae. Inga underarter finns listade i Catalogue of Life.